# Granville, New South Wales
Granville är en del av en befolkad plats i Australien. Den ligger i kommunen Parramatta och delstaten New South Wales, i den sydöstra delen av landet, omkring 18 kilometer väster om delstatshuvudstaden Sydney. Antalet invånare är 22 889.
Runt Granville är det mycket tätbefolkat, med 1 819 invånare per kvadratkilometer.. Närmaste större samhälle är Sydney, omkring 18 kilometer öster om Granville. 
Runt Granville är det i huvudsak tätbebyggt. Genomsnittlig årsnederbörd är 1 380 millimeter. Den regnigaste månaden är februari, med i genomsnitt 200 mm nederbörd, och den torraste är juli, med 36 mm nederbörd.